# Dasji-Dorzjo Itigilov

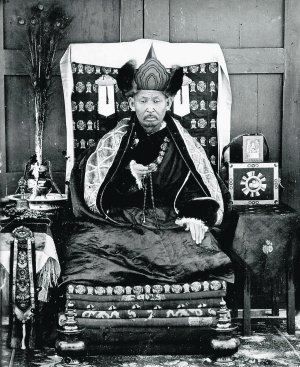
Itigilov

Dasji-Dorzjo Itigilov (Russisch: Даши-Доржо Итигэлов) (1852–1927) was een Russische boeddhistische lama, die beroemd is omwille van zijn lichaam dat sinds zijn dood geen merkbare ontbinding ondergaan heeft.

## Leven
Itigilov studeerde geneeskunde en filosofie toen hij jong was, en in deze periode schreef hij ook een van de eerste encyclopedies van de farmacie.
In 1911 werd hij verkozen als de twaalfde Pandido Chambo Lama, die de leider is van het Russisch boeddhisme. Tijdens WO I was hij erg actief als spirituele leider, zo richtte bijvoorbeeld de eerste boeddhistische tempel van Rusland (en Europa) op. Ook zat hij "Boerjatenbroeders" voor, een vereniging die zich voornamelijk bezighield met het inzamelen van geld en medicamenten voor de soldaten van het Russisch leger. De Russische tsaar Nicolas II gaf hem als wederdienst de onderscheiding van de orde van St-Stanislaus en St-Anna.

## Dood
In 1927 gaf Itigilov de opdracht aan andere lama's om te beginnen met een meditatie-ceremonie om zijn dood voor te bereiden. Zelf mediteerde hij mee, en hij zou zijn gestorven al mediterend. Hij liet een testament na waarin hij zei dat hij moest worden begraven in de lotushouding. Ook moest zijn lichaam later tentoongesteld worden aan andere lama's. Sommigen beweren dat Itigilov  wist dat zijn lichaam zou bewaard blijven omwille van deze wens. Het moet worden opgemerkt dat zijn lichaam niet gebalsemd werd, noch gemummificeerd.
In zowel 1955 als 1973 werd zijn lichaam onderzocht door monniken, en telkens was duidelijk dat zijn lichaam geen schijnbare tekens van aftakeling vertoonde. Deze bevindingen werden echter niet openbaar tot 2002 toen zijn lichaam wederom werd geopenbaard en nu ook aan wetenschappers getoond werd wat er met zijn lichaam aan de hand was. Hun bevindingen waren dat zijn lichaam de kenmerken vertoonden van het lichaam van iemand die 36 uur dood was.
Veel boeddhisten geloven dat hij het nirwana heeft bereikt. Hij zou nog in leven zijn, maar enkel in een soort van winterslaap verkeren. Wetenschappers verklaren zijn schijnbare ongenaakbaarheid door een hoge concentratie van bromide in zijn kleren en lichaam.
Sinds 2005 staat het lichaam van Itigilov in het openbaar (in de open lucht) opgesteld.